# Henri Vander Stegen
Henri Vander Stegen (Lembeek, 26 september 1830 - Gent, 2 april 1900) was een Belgisch industrieel en liberaal politicus.

## Levensloop
Henri Vander Stegen huwde in 1868 met Rosa De Cavel, en was de vader van Gents burgemeester Alfred Vander Stegen.
Hij was directeur van de Gentse vlasspinnerij en -weverij Société de la Lys en bouwde deze uit tot een van de grootste vlasfabrieken in België. In 1892 volgde zijn zoon Jules Vander Stegen hem op.
Als liberaal politicus zetelde hij van 1885 tot 1895 in de Gentse gemeenteraad. Hij richtte zich vooral op de openbare werken.